# Dubová (Pezinok)
Dubová é um município da Eslováquia, situado no distrito de Pezinok, na região de Bratislava. Tem 13,8 km² de área e sua população em 2019 foi estimada em 1128 habitantes.

## Demografia
| Ano:        | 1994 | 2004   | 2014   | 2024    |
| ----------- | ---- | ------ | ------ | ------- |
| Broj ljudi: | 826  | 905    | 965    | 1194    |
| Razlika:    |      | +9,56% | +6,62% | +23,73% |

| Ano:               | 2023 | 2024   |
| ------------------ | ---- | ------ |
| Número de pessoas: | 1155 | 1194   |
| Diferença:         |      | +3,37% |